# Slasjten
Slasjten (bulgariska: Слащен) är ett distrikt i Bulgarien.   Den ligger i kommunen Obsjtina Satovtja och regionen Blagoevgrad, i den sydvästra delen av landet, 140 km söder om huvudstaden Sofia. Slasjten ligger 638 meter över havet och antalet invånare är 1 973.
Terrängen runt Slasjten är kuperad. Närmaste större samhälle är Chadzjidimovo, 12,6 km väster om Slasjten.
Trakten runt Slasjten består i huvudsak av gräsmarker. Runt Slasjten är det glesbefolkat, med 9 invånare per kvadratkilometer.